# Zbigniew Wóycicki
Zbigniew Czesław Wóycicki (* 11. Juni 1902 in Zakopane; † 2. April 1928 ebenda) war ein polnischer Offizier und Skisportler.
Wóycicki war bei den Olympischen Winterspielen 1928 im Dienstgrad Porucznik Mannschaftskapitän der polnischen Mannschaft beim Demonstrationsbewerb Militärpatrouillenlauf, die den siebten Platz erreichte.
Bereits bei den Olympischen Winterspielen 1924 war er Kapitän der polnischen Mannschaft und gleichzeitig jüngster, polnischer Olympiateilnehmer. 1924 wurde der Militärpatrouillenlauf erstmals ausgetragen, damals noch als olympische Disziplin. Allerdings musste das polnische Team ebenso wie das italienische Team 1924 auf Grund der Schneeverhältnisse das Rennen vorzeitig beenden.
Wóycicki starb bereits wenige Monate nach seiner Olympiateilnahme durch Komplikationen bei einer Blinddarm-Operation.